# Consorzio Autolinee Pratesi
Pour les articles homonymes, voir CAP.
Consorzio Autolinee Pratesi (CAP s.c.a.r.l.) est une société consortiale à responsabilité limitée, active entre mars 2005 et novembre 2021, gérant les transports publics locaux dans la ville de Prato et sa province, ainsi que dans certaines zones limitrophes. L'unique associé du consortium était CAP Società Cooperativa s.r.l. Auparavant, L.A. F.lli Lazzi S.p.A. en faisait également partie.

## Histoire
CAP s.c.a.r.l. gérait les transports publics urbains et interurbains dans la province de Prato et dans certaines zones de la province de Pistoie, de la ville métropolitaine de Florence et de la ville métropolitaine de Bologne. Le 1er janvier 2018, CAP s.c.a.r.l. gère opérationnellement le service de transport public local dans le bassin territorial de Prato, en application du contrat-passerelle 2018-2019 entre la région Toscane et la société ONE scarl, dont elle fait partie.
Depuis le 1er novembre 2021, la gestion des transports publics urbains est transférée à la multinationale RATP, par l'intermédiaire de sa filiale Autolinee Toscane, qui remporte un précédent appel d'offres lancé par la région Toscane,.